# Тюрюн-Музыкай
Тюрюн-Музыкай — в алтайской мифологии, один из богатырей Ульгеня. Управитель среднего из 99 миров, именуемого «эзрень-курбустан-тенгере». Спустился с неба и сделался человеком, чтобы вместе с Мангдышире и Майдере сразиться с чудовищем Андалма-Муус. Родился он от девицы Эрке-Шудун и назывался Тямаа-Тюрюн. Ездит на гнедом коне. Он одолел морское чудовище Андалма-Мууса, которого вытащил из моря, ударил его о камень, и тогда кровь и внутренности чудовища, попав на камни, окрасили их в разные цвета. Так камни стали разноцветными. Затем он стал обстругивать остов чудовища, и из стружек появились черви, комары, мошки, саранча и другие вредные животные. Хотя Тюрюн-Музыкай был человеком и ходил по всей земле, но никто не знал, кто он и откуда. Только китайский император узнал его и получил за это от Тюрюн-Музыкая благословение и книгу о происхождении мира, составленную Майдере. После этого он удалился неизвестно куда.